# When My Love Blooms
When My Love Blooms (hangul: 화양연화 – 삶이 꽃이 되는 순간; RR: Hwayang-yeonhwa — Salmi Kkochi Doeneun Sun-gan; lit. El momento más bonito de la vida — El momento en que la vida se convierte en flor) es una serie de televisión surcoreana de 2020, dirigida por Son Jung-hyun y protagonizada por Yoo Ji-tae, Lee Bo-young, Park Jin-young y Jeon So-nee. Se emitió originalmente en tvN los sábados y domingos a las 21:00 horas (KST) desde el 25 de abril hasta el 14 de junio de 2020.

## Sinopsis
Han Jae-hyun (Yoo Ji-tae) y Yoon Ji-soo (Lee Bo-joven) se conocieron y se enamoraron cuando estudiaban en la misma universidad, en una época marcada por turbulencias y protestas estudiantiles en las que participan activamente. Aquel fue el primer amor para ambos. Veinte años más tarde, se cruzan sus caminos una vez más: Jae-hyun, a sus 40 años, se ha convertido en un guapo, ambicioso y exitoso hombre de negocios, mientras que Ji-soo es ahora una madre divorciada que lleva una vida difícil, dando clases particulares de piano, o aceptando contratos temporales de todas clases. Se vuelven a encontrar por primera vez en muchos años y tienen el segundo momento más hermoso de sus vidas.

## Reparto

### Principal
- Yoo Ji-tae como Han Jae-hyun. Vicepresidente de Hyung Sung Corporation y yerno de su presidente. Su imagen pública es la de un directivo duro y despiadado, que no duda un instante en maltratar o despedir a los empleados por conveniencia económica. Sin embargo, en realidad se unió a Hyung Song Corporation para vengarse de aquellos que traicionaron e incriminaron a su propio padre por la disolución ilegal de los sindicatos, hecho que fue el motivo de su suicidio.[4]
  - Park Jin-young como el joven Jae-hyun, un joven idealista, estudiante de derecho, que participa muy activamente en las protestas estudiantiles.[4]
- Lee Bo-young como Yoon Ji-soo, una persona justa y extrovertida que lleva una vida difícil pero sabe estar al lado de los más débiles.[4][5]
  - Jeon So-nee como la joven Ji-soo, una estudiante de piano (pese a la oposición de su padre) que se enamora de Jae-hyun.[4]

### Secundario

#### Personas cercanas a Ji-soo
- Jang Gwang como Yoon Hyung-gyu. Es el padre de Ji-soo y exfiscal Jefe de la Fiscalía del Distrito Central de Seúl. Fue despedido de su trabajo después de admitir que abusó de su poder y recibió sobornos.
- Lee Jong-nam como Jung Sook-hee. La madre de Ji-soo. Murió después de que los grandes almacenes en los que estaba de compras se derrumbaran. Estaba en los grandes almacenes con Ji-young para comprar un regalo y un pastel para el cumpleaños de Ji-soo.
- Chae Won-bin como Yoon Ji-young. La hermana menor de Ji-soo. Murió con su madre.[6]
- Go Woo-rim como Lee Young-min. Hijo de Ji-soo. Estudiante superdotado. Asistía a una escuela internacional con una beca, pero abandona por su propia voluntad (debido al Bullying). Encuentra la custodia de su madre más cómoda que la de su padre.

#### Personas cercanas a Jae-hyun
- Moon Sung-keun como Jang San, suegro de Jae-hyun, presidente de una corporación empresarial.
- Park Si-yeon como Jang Seo-kyung, la esposa separada de Jae-hyun
- Park Min-soo como Han Joon-seo, el hijo de Jae-hyun que acosa al hijo de Ji-soo.
- Kang Young-seok como Kang Joon-woo, secretario y conductor de Jae-hyun.
- Kim Ho-chang como Jung Yoon-gi, jefe del departamento de Planificación Estratégica de la empresa.
- Nam Myung-ryul como Han In-ho, padre de Jae-hyun, obrero de una empresa siderúrgica.
- Son Sook como Lee Kyung-ja, madre de Jae-hyun, lleva muchos años vendiendo pescado en el mercado.

#### Otros
- Woo Jung-won como Yang Hye-jung, compañera de estudios de Ji-soo, trabaja en una empresa química.[7]
  - Park Han-sol como la joven Hye-jung.
- Lee Tae-sung como Joo Young-woo, estudió Derecho, antiguo compañero de clase de Jae-hyun.
  - Byung Hun como el joven Young-woo.[8]
- Min Sung-wook como Lee Dong-jin, también compañero de Derecho de Jae-hyung, y su mejor amigo.
  - Eun Hae-sung como el joven Dong-jin.
- Kim Joo-ryung como Sung Hwa-jin, compañera de clase de Jae-hyung y también en el movimiento estudiantil.
  - Han Ji-won como el joven Hwa-jin.
- Kim Young-hoon como Lee Se-hoon, exmarido de Ji-soo, abogado de un gran bufete en Gangnam.[9]
- Choi Woo-hyuk como Se-hwi, amante de Seo-kyung.
- Kim Young-ah como Choi Sun-hee, colega de trabajo de Ji-soo, a la que apoya como una hermana mayor.
- Park Han-sol como Yang Hye-jung.[10]

## Banda sonora original

### Parte 1
| Publicada el 25 de abril de 2020 |        |         |          |  |
| N.º                              | Título | Artista | Duración |  |

### Parte 2
| Publicada el 26 de abril de 2020 |                             |                                 |          |  |
| N.º                              | Título                      | Artista                         | Duración |  |
| 1.                               | «Fall In Love» (빠져드나봐) | Choi Young-jae & Choi Jung Yoon | 3:23     |  |
| 2.                               | «Fall In Love» (Inst.)      |                                 | 3:23     |  |

### Parte 3
| Publicada el 2 de mayo de 2020 |                                                      |         |          |  |
| N.º                            | Título                                               | Artista | Duración |  |
| 1.                             | «Someday We Will Meet Again» (다시 만날 날이 있겠죠) | KLANG   | 4:47     |  |
| 2.                             | «Someday We Will Meet Again» (Inst.)                 |         | 4:47     |  |

### Parte 4
| Publicada el 3 de mayo de 2020 |                                 |             |          |  |
| N.º                            | Título                          | Artista     | Duración |  |
| 1.                             | «One Day» (어느 날 어느 시간에) | Kim Bum-soo | 3:44     |  |
| 2.                             | «One Day» (Inst.)               |             | 3:44     |  |

### Parte 5
| Publicada el 9 de mayo de 2020 |                                      |               |          |  |
| N.º                            | Título                               | Artista       | Duración |  |
| 1.                             | «If You Just Love» (그저 사랑한다면) | Han Dong-geun | 3:52     |  |
| 2.                             | «If You Just Love» (Inst.)           |               | 3:52     |  |

### Parte 6
| Publicada el 10 de mayo de 2020 |                                  |             |          |  |
| N.º                             | Título                           | Artista     | Duración |  |
| 1.                              | «When My Love Blooms» (화양연화) | Park Yo-han | 4:41     |  |
| 2.                              | «When My Love Blooms» (Inst.)    |             | 4:41     |  |

### Parte 7
| Publicada el 16 de mayo de 2020 |                        |                |          |  |
| N.º                             | Título                 | Artista        | Duración |  |
| 1.                              | «Wooden Bench»         | Kim Hyun-joong | 2:00     |  |
| 2.                              | «Wooden Bench» (Inst.) |                | 2:00     |  |

### Parte 8
| Publicada el 17 de mayo de 2020 |                     |             |          |  |
| N.º                             | Título              | Artist      | Duración |  |
| 1.                              | «A Promise»         | Dong Min-ho | 3:42     |  |
| 2.                              | «A Promise» (Inst.) |             | 3:42     |  |

### Parte 9
| Publicada el 23 de mayo de 2020 |                                              |                              |          |  |
| N.º                             | Título                                       | Artista                      | Duración |  |
| 1.                              | «Even If You Don't Know» (그대는 모를지라도) | Fara Effect 1, Fara Effect 2 | 3:42     |  |
| 2.                              | «Even If You Don't Know» (Inst.)             |                              | 3:42     |  |

### Parte 10
| Publicada el 24 de mayo de 2020 |                              |                              |          |  |
| N.º                             | Título                       | Artista                      | Duración |  |
| 1.                              | «The Book Store» (오늘의 책) | Fara Effect 1, Fara Effect 2 | 2:13     |  |
| 2.                              | «The Book Store» (Inst.)     |                              | 2:13     |  |

### Parte 11
| Publicada el 30 de mayo de 2020 |                     |                |          |  |
| N.º                             | Título              | Artista        | Duración |  |
| 1.                              | «With You» (둘이서) | Kim Hyun-joong | 2:01     |  |
| 2.                              | «With You» (Inst.)  |                | 2:01     |  |

### Parte 12
| Publicada el 31 de mayo de 2020 |                         |                              |          |  |
| N.º                             | Título                  | Artista                      | Duración |  |
| 1.                              | «Water Fog» (아침 안개) | Fara Effect 1, Fara Effect 2 | 2:37     |  |
| 2.                              | «Water Fog» (Inst.)     |                              | 2:37     |  |

### Parte 13
| Publicada el 7 de junio de 2020 |                                   |             |          |  |
| N.º                             | Título                            | Artista     | Duración |  |
| 1.                              | «I, The Survivor» (살아남은 이유) | Park Yo-han | 4:05     |  |
| 2.                              | «I, The Survivor» (Inst.)         |             | 4:05     |  |

## Audiencia y recepción
| Ep. | Fecha de emisión    | Índice de audiencia | Índice de audiencia |
| Ep. | Fecha de emisión    | AGB Nielsen         | AGB Nielsen         |
| Ep. | Fecha de emisión    | Nacional            | Seúl                |
| --- | ------------------- | ------------------- | ------------------- |
| 1 | 25 de abril de 2020 | 5.431%              | 6.297%              |
| 2 | 26 de abril de 2020 | 4.400%              | 5.670%              |
| 3 | 2 de mayo de 2020   | 5.420%              | 6.235%              |
| 4 | 3 de mayo de 2020   | 4.209%              | 4.862%              |
| 5 | 9 de mayo de 2020   | 4.209%              | 5.233%              |
| 6 | 10 de mayo de 2020  | 3.891%              | 4.612%              |
| 7 | 16 de mayo de 2020  | 3.896%              | 4.782%              |
| 8 | 17 de mayo de 2020  | 4.104%              | 5.180%              |
| 9 | 23 de mayo de 2020  | 3.772%              | 4.446%              |
| 10 | 24 de mayo de 2020  | 3.739%              | 4.329%              |
| 11 | 30 de mayo de 2020  | 4.301%              | 4.885%              |
| 12 | 31 de mayo de 2020  | 3.878%              | 4.320%              |
| 13 | 6 de junio de 2020  | 4.128%              | 4.990%              |
| 14 | 7 de junio de 2020  | 3.655%              | 4.379%              |
| 15 | 13 de junio de 2020 | 4.842%              | 5.429%              |
| 16 | 14 de junio de 2020 | 4.514%              | 5.200%              |
| Promedio | Promedio            | 4.274%              | 5.053%              |
| Los números en color rojo indican las calificaciones más altas, mientras que los números en azul indican las calificaciones más bajas. |                     |                     |                     |

La emisión casi simultánea de la serie The World of the Married en el canal JTBC permitió a la crítica comparar ambas series, pues parten de un tema similar, el adulterio. Mientras esta última es fuerte e incluso demasiado estimulante, siempre llena de tensión, When My Love Blooms es por el contrario suave, de tono emotivo y lírico (como subrayan la música y la poesía en escenas importantes). La audiencia premió a la primera, que llegó a superar el 24%, frente al 5% de la segunda.